# Verenigd Koninkrijk op het Eurovisiesongfestival 2005
Het Verenigd Koninkrijk nam deel aan het Eurovisiesongfestival 2005. Het land werd vertegenwoordigd door de zangeres Javine met het lied Touch my fire

## Selectieprocedure
De nationale finale, genaamd Making your mind up, deed dienst als de selectieprocedure. Terry Wogan en Natasha Kaplinsky presenteerden de finale. Vijf artiesten namen deel aan de finale en de winnaar werd gekozen door televoting.
|                | Results          | Results          | Results          | Results  | Results | Results                | Results            | Results            | Results            | Results               | Results  |
| -------------- | ---------------- | ---------------- | ---------------- | -------- | ------- | ---------------------- | ------------------ | ------------------ | ------------------ | --------------------- | -------- |
| Song           | TOTAL            | Northern Ireland | Northern England | Scotland | Wales   | World Wide Web Results | South West England | Midlands (England) | South East England | Text & Mobile Results |          |
| Javine Hylton  | Touch My Fire    | 116              | 12               | 12       | 8       | 12                     | 6                  | 12                 | 12                 | 12                    | 30 (30%) |
| Tricolore      | Brand New Day    | 58               | 4                | 4        | 4       | 6                      | 4                  | 6                  | 6                  | 6                     | 18 (18%) |
| Gina G         | Flashback        | 20               | 2                | 2        | 2       | 2                      | 2                  | 2                  | 2                  | 2                     | 4 (4%)   |
| Andy Scott-Lee | Guardian Angel   | 61               | 6                | 6        | 6       | 4                      | 8                  | 4                  | 4                  | 4                     | 19 (19%) |
| Katie Price    | Not Just Anybody | 101              | 8                | 8        | 12      | 8                      | 12                 | 8                  | 8                  | 8                     | 29 (29%) |

## In Kiev
In Oekraïne moest het Verenigd Koninkrijk aantreden als 2de, net na Hongarije en voor Malta. Op het einde van de puntentelling bleek dat ze op een tweeëntwintigste plaats waren geëindigd met 18 punten.
België en Nederland hadden geen punten over voor deze inzending.

### Gekregen punten

#### Finale
| 12 punten | 10 punten | 8 punten  | 7 punten | 6 punten  |
| --------- | --------- | --------- | -------- | --------- |
|           |           | - Ierland |          |           |
| 5 punten  | 4 punten  | 3 punten  | 2 punten | 1 punt    |
| - Cyprus  | - Malta   |           |          | - Turkije |

### Punten gegeven door Verenigd Koninkrijk

#### Halve Finale
Punten gegeven in de halve finale:
| 12 punten | Ierland    |
| 10 punten | Denemarken |
| 8 punten  | Roemenië   |
| 7 punten  | Noorwegen  |
| 6 punten  | Israël     |
| 5 punten  | Moldavië   |
| 4 punten  | Litouwen   |
| 3 punten  | IJsland    |
| 2 punten  | Nederland  |
| 1 punt    | Hongarije  |

#### Finale
Punten gegeven in de finale:
| 12 punten | Griekenland           |
| 10 punten | Malta                 |
| 8 punten  | Denemarken            |
| 7 punten  | Israël                |
| 6 punten  | Letland               |
| 5 punten  | Noorwegen             |
| 4 punten  | Bosnië en Herzegovina |
| 3 punten  | Cyprus                |
| 2 punten  | Moldavië              |
| 1 punt    | Turkije               |

1957 · 1958 · 1959 · 1960 · 1961 · 1962 · 1963 · 1964 · 1965 · 1966 · 1967 · 1968 · 1969 · 1970 · 1971 · 1972 · 1973 · 1974 · 1975 · 1976 · 1977 · 1978 · 1979 · 1980 · 1981 · 1982 · 1983 · 1984 · 1985 · 1986 · 1987 · 1988 · 1989 · 1990 · 1991 · 1992 · 1993 · 1994 · 1995 · 1996 · 1997 · 1998 · 1999 · 2000 · 2001 · 2002 · 2003 · 2004 · 2005 · 2006 · 2007 · 2008 · 2009 · 2010 · 2011 · 2012 · 2013 · 2014 · 2015 · 2016 · 2017 · 2018 · 2019 · 2020 · 2021 · 2022 · 2023 · 2024 · 2025